# Пескара (округ)
Округ Пескара (итал. Provincia di Pescara) је округ у оквиру покрајине Абруцо у средишњој Италији. Седиште округа покрајине и највеће градско насеље је истоимени град Пескара.
Површина округа је 1.224 км², а број становника 312.215 (2008. године).

## Природне одлике
Округ Пескара чини средишњи део историјске области Абруцо. Он се налази у средишњем делу државе, са изласком на Јадранско море на северу округа. На југу се налази средишњи део планинског ланца Апенина. Између њих налази се бреговито подручје познато по виноградарству и производњи вина.

## Становништво
По последњим проценама из 2008. године у округу Пескара живи преко 310.000 становника. Густина насељености је веома велика, преко 250 ст/км². Северна, приморска половина округа је знатно боље насељена, нарочито око града Пескаре. Јужни, планински део је ређе насељен и слабије развијен.
Поред претежног италијанског становништва у округу живе и известан број досељеника из свих делова света.

## Општине и насеља
У округу Пескара постоји 46 општина (итал. Comuni).
Најважније градско насеље и седиште округа је град Пескара (123.000 ст.) у северном делу округа. Други по величини је град Монтесилвано (48.000 ст.) у крајње северном делу округа.